# Afrikaanse grijze boomkikker
De Afrikaanse grijze boomkikker (Chiromantis xerampelina) is een kikker uit de familie schuimnestboomkikkers (Rhacophoridae). De soort werd voor het eerst wetenschappelijk beschreven door Wilhelm Peters in 1854.

## Uiterlijke kenmerken
Deze vijf tot negen centimeter lange kikker is meestal grijs of lichtbruin, maar ze hebben de mogelijkheid om van kleur te veranderen ter camouflage. ’s Nachts zijn ze donker gekleurd, tegen de middag zijn ze bijna wit. Hij heeft uitpuilende ogen met horizontale pupillen. De slanke poten bevatten zwemvliezen en hechtschijfjes aan tenen en vingers. De huid is ingesteld op minimaal vochtverlies.

## Leefwijze
Deze soort leeft vooral in bomen.

## Voortplanting
In de paartijd roept het mannetje vanaf een tak boven het water om een partner. Is een vrouwtje daartoe bereid, dan omklemt het mannetje haar en begint de paring, waarbij een afscheiding wordt gevormd, die door het mannetje met de achterpoten tot schuim wordt geklopt. In dit schuim worden er zo’n 1200 eieren afgezet,waarna het mannetje deze overdekt met sperma. De buitenste laag van het schuimnest verhardt en beschermt zo de eieren, terwijl de binnenkant vochtig blijft. Als de eieren zijn uitgekomen, kruipen de kikkervisjes naar buiten en vallen in het water.

## Verspreiding en leefgebied
Deze soort komt plaatselijk algemeen voor in zuidelijk Afrika. De habitat bestaat uit savannes met een langdurige droge tijd.